# Овнатанян, Овнатан
Овнатан Овнатанян (арм. Հովնաթան Հովնաթանյան) (около 1730—1801, Тбилиси) — армянский живописец, сын Акопа Овнатаняна, придворный художник Ираклия II

## Биография
Родился в  1730 году, в Эчмиадзине в семье потомственных армянских художников. Овнатан Овнатанян был сыном Акопа Овнатаняна. Являлся придворным художником Ираклия II. в 1782—1786 с учениками восстанавливал и дополнял сделанную в 1721 году его дедом Овнатаном Нагашем роспись собора в Эчмиадзине. Также его перу принадлежит роспись церкви Норашен, завершенная его сыном Мкртумом. Тематика этих интересных росписей — разнообразный растительный орнамент, выполненный в оранжево-красных и сине-лиловых тонах. Исполнил (для того же собора) серию изображений святых и композиции на евангельские темы, часть из которых ныне хранится в картинной галерее Армении.
Умер в 1801 году в Тифлисе.

## Галерея

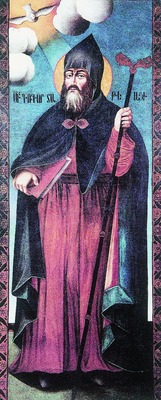
Портрет Григора Татеваци
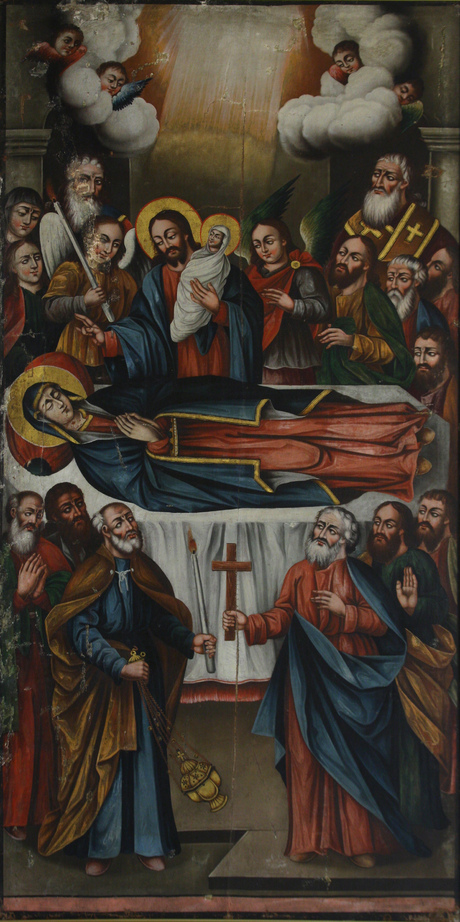
«Успение Богородицы»
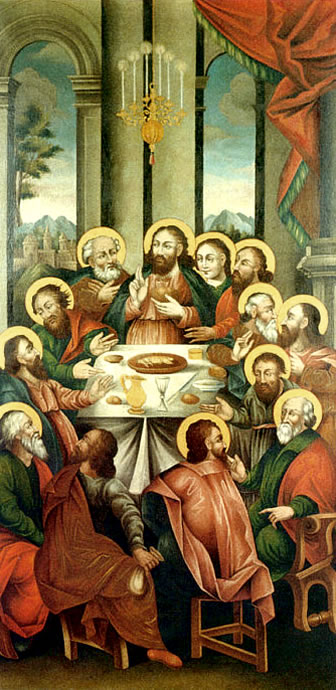
«Тайная вечеря»
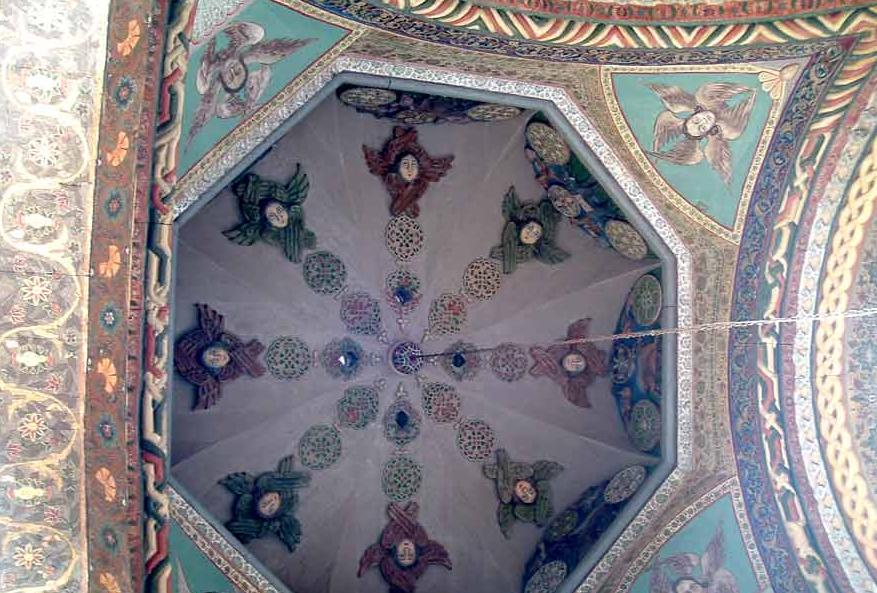
Роспись собора в Эчмиадзине, которую Овнатан Овнатанян восстанавливал и дополнял со своим сыном